# Magdalena Bielska
Magdalena Bielska (ur. 14 lutego 1980) – poetka i pisarka, autorka książek poetyckich i powieści.
- Laureatka Nagrody im. Kazimiery Iłłakowiczówny za najlepszy poetycki debiut roku 2006 – tom Brzydkie zwierzęta.  Za ten tom była nominowana do Gdańskiej Nagrody Literackiej „Europejski Poeta Wolności”[1].
- Za tom Wakacje, widmo otrzymała nagrodę Polskiego Towarzystwa Wydawców Książek oraz nagrodę Krakowska Książka Miesiąca (listopad 2009)[2].
- Nominowana do Orfeusza – Nagrody Poetyckiej im. K.I. Gałczyńskiego 2016 za tom Czarna wyspa[3].
- Za tom Poradnik dla niedawno zmarłych w listopadzie 2023 uhonorowana została nagrodą Krakowska Książka Miesiąca[4],  była nominowana do Orfeusza – Nagrody Poetyckiej im. K.I. Gałczyńskiego[5]  oraz w 2024 r. otrzymała Nagrodę im. Wisławy Szymborskiej[6].

Publikowała m.in. w Odrze, Studium i Tygodniku Powszechnym. Mieszka w Krakowie.
Jest córką Jerzego Pilcha i Anny Pilch.

## Publikacje
- Brzydkie zwierzęta (Wydawnictwo a5, Kraków 2006)
- Wakacje, widmo (Wydawnictwo a5, Kraków 2009)
- Miłość w zimie (Wydawnictwo Świat Książki, Warszawa 2013)
- Czarna wyspa (WBPiCAK, Poznań 2015)
- Torfowy ogród z mostem i tygrysem (WBPiCAK, Poznań 2019)[8]
- Poradnik dla niedawno zmarłych (Wydawnictwo a5, Kraków 2023), ISBN 978-83-65614-49-0.